# Scherzo
Scherzo je hudební skladba, pro niž je typický žertovný ráz (scherzo = italsky žert), rychlé tempo a živý rytmus. Od doby klasicismu vystřídala tato forma v cyklických skladbách typu sonát a symfonií jednu z jejích běžných součástí, kterou byl menuet. Může však být i samostatnou skladbou.